# Uberto Decembrio
Uberto Decembrio († 7. April 1427 in Treviglio) war Übersetzer und Politiker in Mailand.
Uberto Decembrio war der Sekretär des im Jahre 1402 gestorbenen Herzogs von Mailand Gian Galeazzo Visconti und von Peter von Candia, dem späteren, in den Jahren 1409 und 1410 agierenden Gegenpapst namens Alexander V. Er stand in Kontakt zu Manuel Chrysoloras während seines Aufenthalts in Mailand (1400–1403). Er war beschäftigt mit der Übersetzung griechischer Texte.
Seine Söhne Pier Candido Decembrio und Angelo Camillo Decembrio wurden ebenfalls als Übersetzer und Politiker bekannt.